# Guingamp Communauté
Die Guingamp Communauté ist ein ehemaliger französischer Gemeindeverband mit der Rechtsform einer Communauté de communes im Département Côtes-d’Armor in der Region Bretagne. Der Gemeindeverband wurde am 26. Dezember 2001 gegründet und bestand aus sechs Gemeinden. Der Verwaltungssitz befand sich im Ort Guingamp.

## Historische Entwicklung
Mit Wirkung vom 1. Januar 2017 fusionierte der Gemeindeverband mit
- Communauté de communes Callac Argoat,
- Communauté de communes Paimpol Goëlo,
- Communauté de communes du Pays de Bégard,
- Communauté de communes du Pays de Belle-Isle-en-Terre,
- Communauté de communes de Bourbriac, sowie
- Pontrieux Communauté

und bildete so die Nachfolgeorganisation Guingamp Paimpol Armor Argoat Agglomération.

## Ehemalige Mitgliedsgemeinden
1. Grâces
2. Guingamp
3. Pabu
4. Plouisy
5. Ploumagoar
6. Saint-Agathon